# Hafenfestspiele Usedom
Die Hafenfestspiele Usedom (gegründet im Jahr 2008) sind ein sommersaisonales Open-Air-Event der Vorpommerschen Landesbühne Anklam.

## Geschichte
Seit 2008 gibt es die Hafenfestspiele in der Stadt Usedom auf der gleichnamigen Insel Usedom in Mecklenburg-Vorpommern. Die Spielstätte direkt am Hafen des Ortes mit dem Usedomer See im Hintergrund wurde im Jahre 2008 mit „In Sachen Adam und Eva“ (für 2 Spielzeiten 2008 und 2009) von Rudi Strahl eröffnet. Es folgten „Ein irrer Duft von frischem Heu“  für 2 Spielzeiten (2010 und 2011) sowie „Keine Leute, keine Leute“ (2012) weitere Stücke von Rudi Strahl.
2013 erreichte das Stück „Nochmal ein Ding drehen“, ebenfalls von Rudi Strahl, 10.057 Zuschauer. 2014 folgte das Stück „Arno Prinz von Wolkenstein“, das ebenfalls mehr als 10.000 Zuschauer hatte. Im Jahr 2015 wurde „Sonnenallee“ von Thomas Brussig von rund 13.000 Zuschauern besucht. 2016 folgte die musikalische Revue „Linie 1“ mit 10.600 Zuschauern.
Wegen Bauarbeiten im Usedomer Hafen wurden die Hafenfestspiele 2017 auf die Schlossinsel nach Wolgast verlegt. Unter dem Titel „Schlossinsel-Festspiele“ wurde an diesem Ersatzspielort erneut das Stück „In Sachen Adam und Eva“ gegeben.